# Kraśnik
Kraśnik [ˈkraɕɲik] ist eine Stadt in Polen in der Woiwodschaft Lublin.

## Geschichte
Die erste Ansiedlung an der Stelle des heutigen Kraśnik bestand bereits im 13. Jahrhundert. 1377 erhielt der Ort das Stadtrecht nach dem Magdeburger Recht. 1486 wurde eine Kirche errichtet und gleichzeitig die erste Schule und eine Bibliothek. Während des Krieges mit den Schweden wurde der Ort 1657 zerstört.
Während der Dritten Teilung Polens wurde die Stadt Teil Österreichs. 1809 folgte dann die Aufnahme in das Herzogtum Warschau und 1815 in das sogenannte Kongresspolen. Sein Stadtrecht verlor Kraśnik 1878. Die Schlacht von Kraśnik 1914 war einer der ersten österreichisch-ungarischen Erfolge des Ersten Weltkrieges und wurde propagandistisch stark eingesetzt, in Anlehnung daran wurde der österreichische Kommandant, Viktor Dankl, 1918 vom Kaiser zum Grafen Dankl von Krasnik ernannt. Nach dem Weltkrieg wurde der Ort wieder Teil Polens, erhielt wieder das Stadtrecht verliehen und wurde Sitz eines Powiat.
Im Zweiten Weltkrieg baute das Münchener Unternehmen Schmitt und Junk für die Wehrmacht bzw. die Wirtschaftliche Forschungsgesellschaft (WiFo) bei Kraśnik ein Benzinlager, für dessen Bau bis zu 350 jüdische Zwangsarbeiter des SS-Arbeitslagers Budzyń im benachbarten Dorf Budzyń herangezogen wurden. 1948 wurde bei Kraśnik die Siedlung Kraśnik Fabryczny gegründet, die 1954 das Stadtrecht erhielt und 1975 in Kraśnik eingemeindet wurde. Dazu gehörte auch das Dorf Budzyń.
2019 hat sich die Stadt als LGBT-ideologiefreie Zone bezeichnet. Als daraufhin internationale Partner Kooperationen mit Kraśnik gestoppt haben, setzte ab 2021 wieder ein Umdenken ein. Im Mai 2021 hob die Stadt den Beschluss wieder auf.

### Bevölkerungsentwicklung
Am 30. Juni 2005 hatte Kraśnik 17.261 männliche und 18.945 weibliche Bewohner.

## Gmina
- Die Stadt Kraśnik bildet eine Stadtgemeinde.
- Die eigenständige Landgemeinde Kraśnik hat eine Fläche von 105,36 km². Zu ihr gehören 16 Ortschaften mit einem Schulzenamt.

## Partnerstädte
- Hajdúböszörmény (Ungarn)
- Šilalė (Litauen)
- Nogent-sur-Oise (Frankreich)
- Ruiselede (Belgien)
- Korosten (Ukraine)
- Turzysk (Ukraine)
- Luzk (Ukraine).

## Bildung
Die Gemeinde verfügt über sieben Kindergärten (Przedszkole), acht Grundschulen  (szkoła podstawowa), fünf Mittelschulen (gimnazjum) und vier Gymnasien (Liceum).

## Söhne und Töchter der Stadt
- Janina Musiałczyk (* 1943), Künstlerin und Pädagogin
- Bogusław Samol (* 1959), Militär
- Marta Wcisło (* 1969), Abgeordnete des Europäischen Parlaments
- Wojciech Wilk (* 1972), ehemaliger Abgeordneter des Sejm
- Damian Szymański (* 1995), Fußballspieler